# MRW
MRW  es una empresa de envíos española con sede operativa en Valencia y, desde el 9 de octubre de 2017, sede social en Coslada (Madrid). Cuenta con más de 550 franquicias y 58 plataformas logísticas distribuidas en Andorra, España, Gibraltar, Portugal y Venezuela. Más de 10.000 personas están vinculadas a la marca. Fue de las pocas empresas  de mensajería homologadas para el transporte de animales. Factura más de 1.000 millones de euros al año (2018).

## Historia
Originalmente llamada Mensajeros Radio, fue fundada en 1977 por Juan Bahima junto con varios socios, siendo Bahima el director general. En 1979, Francisco Martín Frías la compró con un grupo de socios, y en 1989 cambió su nombre al actual Mensajeros Radio Worldwide, o MRW.
En 1999, se incorpora el servicio MRW Mascotas.
Hasta 2012, Martín Frías, socio minoritario al 26%, ocupó el puesto de presidente ejecutivo. En el momento del relevo generacional, y después de un período de bajos resultados económicos, las familias Corrales y Rillo, los otros dos socios, propietarios del 59% y del 15% respectivamente, y tras diferencias en el modelo de gestión de mensajería que no pudieron ser superadas, acuerdan la salida de los Martín de la empresa y adquieren sus participaciones.
En 2017, MRW traslada su sede a Valencia.
En julio de 2023, MRW suspende el servicio de transporte de animales debido a la implantación de la nueva ley 7/2023 del 28 de marzo, de Protección de los Derechos y Bienestar de los Animales, ya que la adecuación las instalaciones y el personal de acuerdo a los nuevos requerimientos es un gasto que no puede asumir.